# Ambohidratrimo (district)
Ambohidratrimo is een district van Madagaskar in de regio Analamanga. Het district telt 378.099 inwoners (2011) en heeft een oppervlakte van 1.402 km², verdeeld over 25 gemeentes. De hoofdplaats is Ambohidratrimo.